# Obserwacja morza
Obserwacja morza – działalność polegająca na wykrywaniu, identyfikacji, lokalizacji i śledzeniu celów morskich. 
Obserwacja morza może być wzrokowa i techniczna; prowadzi się ją z okrętów (jednostek pływających), samolotów lub brzegowych punktów obserwacyjnych.